# Le Grand-Lucé
Le Grand-Lucé è un comune francese di 2 076 abitanti situato nel dipartimento della Sarthe nella regione dei Paesi della Loira.

## Società

### Evoluzione demografica
Abitanti censiti